# Makueni County
Makueni County is een county en voormalig Keniaans district in de provincie Mashariki. Het district telt 771.545 inwoners (1999) en heeft een bevolkingsdichtheid van 97 inw/km². Ongeveer 2,2% van de bevolking leeft onder de armoedegrens en ongeveer 62,0% van de huishoudens heeft beschikking over elektriciteit.